# Distonia oromandibolare
La distonia oromandibolare è un tipo di distonia che interessa i muscoli della faccia, del velo palatino, della lingua con abnorme postura della lingua e della bocca, e il torcicollo spasmodico.